# پیتزا (فیلم ۲۰۰۵)
پیتزا (انگلیسی: Pizza) فیلمی مستقل در ژانر داستان بلوغ به کارگردانی مارک کریستوفر است که در سال ۲۰۰۵ منتشر شد.